# Francis Charteris, 10:e earl av Wemyss

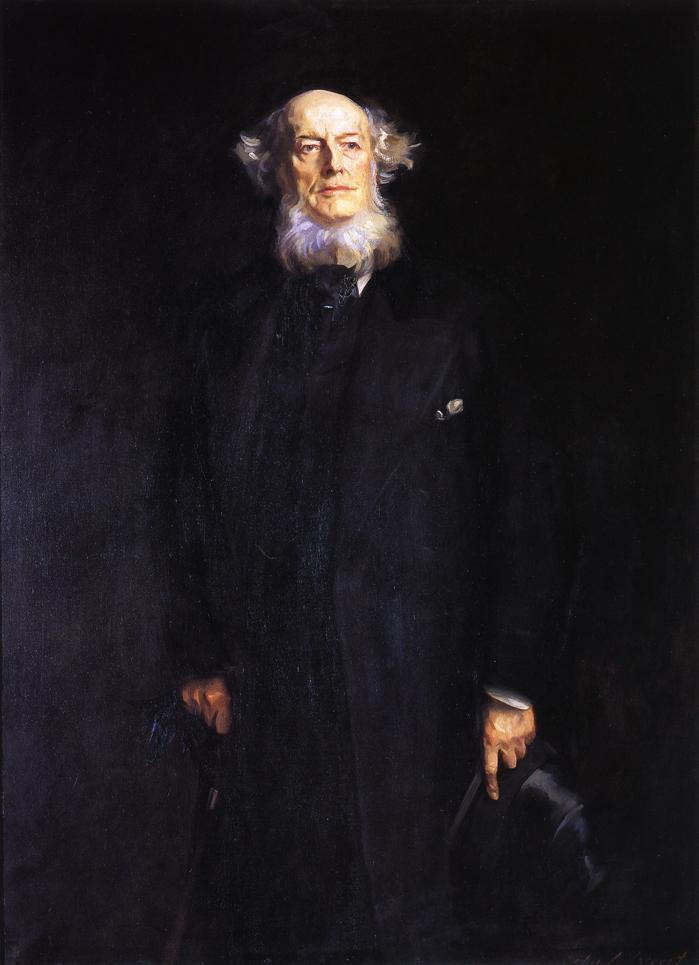
Francis Charteris, 10:e earl av Wemyss, porträtterad av John Singer Sargent.

Francis Richard Charteris, 10:e earl av Wemyss, född den 4 augusti 1818, död den 30 juni 1914 i London, var en skotsk politiker. Han var sonsons sonson till Francis Charteris, 7:e earl av Wemyss och dotterson till Richard Bingham, 2:e earl av Lucan.
Wemyss var underhusledamot 1841–1846 och 1847–1883 samt 1852–1855 en av skattkammarlorderna i Aberdeens ministär. Mest bekant blev han som ivrig främjare av skarpskytterörelsen (volunteers).